# ادوار کولان
ادوار کولان (فرانسوی: Édouard Collin‎؛ زادهٔ ۲۸ فوریهٔ ۱۹۸۷) بازیگر اهل فرانسه است. وی از سال ۲۰۰۵ میلادی تاکنون مشغول فعالیت بوده‌است.
از فیلم‌ها یا برنامه‌های تلویزیونی که وی در آن نقش داشته‌است می‌توان به هلفون اشاره کرد.